# 1878 v športu
1878 v športu.

## Ameriški nogomet
- Philips Andover in Philips Exeter odigrata prvi dvoboj v najstarejšem rivalstvu tega športa

## Bejzbol
- Harry Wright vodi Boston do novega naslova

## Golf
- Odprto prvenstvo Anglije - zmagovalec Jamie Anderson

## Konjske dirke
- 21. maj: Kentucky Derby - zmagovalec Day Star

## Nogomet
- 23. marec: FA Cup - Wanderers FC premaga Royal Engineers z 3-1

## Veslanje
- Regata Oxford-Cambridge - zmagovalec Oxford
- Regata Harvard-Yale - zmagovalec Harvard

## Rojstva
- 27. marec - Miller Huggins, ameriški bejzbolski menedžer
- 15. junij - Wollmar Boström, švedski tenisač
- 8. avgust - Eric Green, britanski igralec hokeja na travi